# Brunnsberg
Brunnsberg – miejscowość (tätort) w Szwecji, w regionie administracyjnym (län) Dalarna, w gminie Älvdalen.
Według danych Szwedzkiego Urzędu Statystycznego liczba ludności wyniosła: 200 (31 grudnia 2015), 209 (31 grudnia 2018) i 206 (31 grudnia 2019).